# Woltersdorf (Brandenburgia)
Woltersdorf – gmina w Niemczech w kraju związkowym Brandenburgia, w powiecie Oder-Spree. Położona jest bezpośrednio przy aglomeracji Berlina. W Woltersdorfie działa linia tramwajowa.

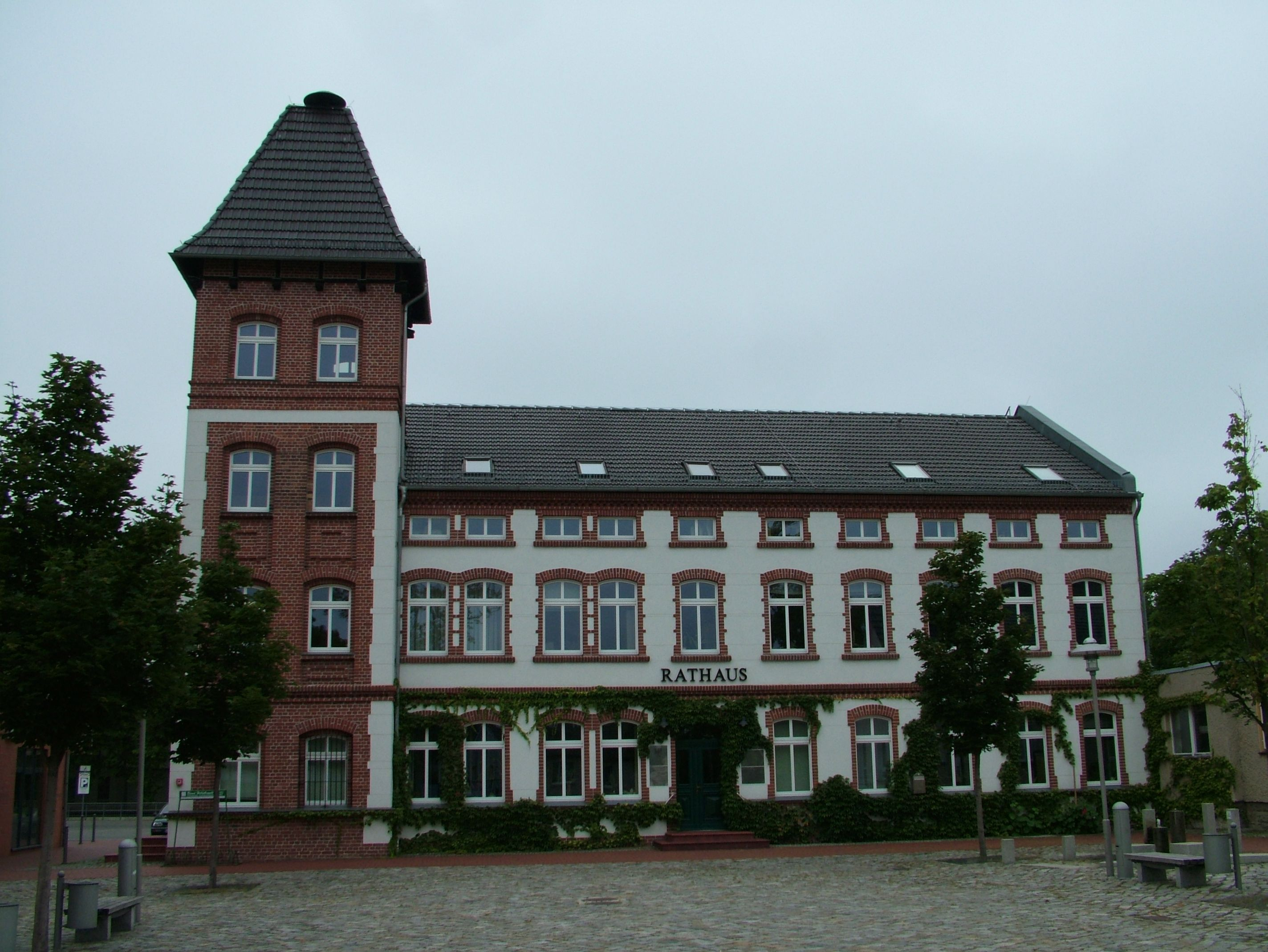
Ratusz